# Axel Petersen (1902-1983)
 Der er flere personer med dette navn, se Axel Petersen.
Carl Axel Holger Petersen (15. februar i Ordrup 1902 – 27. september 1983 i Ballerup) var en dansk atlet og grosserer. Han var medlem af Olympia Maribo og fra 1923 AIK 95 i København.
Axel Petersen deltog i OL 1928 i Amsterdam, hvor han blev slået ud i indledende heat på 5000 meter med tiden 15,13,0. Han vandt ni danske mesterskaber og det klassiske Fortunløbet fem gange i træk 1925-1929. Han satte fire dansk rekord på 2000 meter,to på 3000 meter, to på 5000 meter, to på 10.000 meter og en på 5 miles. Han var den første dansker som løb under 32 minuter på 10.000 meter.

## Danske mesterskaber
- Guld 1930 10.000 meter 32,35,0
- Guld 1929 10.000 meter 33,06,4
- Sølv 1929 5000 meter 15,19,9
- Guld 1928 8km cross 26,03
- Guld 1927 5000 meter 15,20,2
- Guld 1927 10.000 meter 32,09,7
- Guld 1926 5000 meter 15,33,4
- Guld 1926 10.000 meter 32,31,6
- Guld 1926 8km cross 32,32
- Guld 1925 5000 meter 15,36,3
- Bronze 1924 5000 meter 16,10,0

## Personlige rekorder
- 5000 meter: 15,06,5 (1926)